# Liste der Langlaufloipen in Argentinien
Die folgende Liste enthält die Langlaufloipen in Argentinien. Alle Loipen befinden sich in Patagonien.
| Langlaufgebiet                   | Nächstgelegener Ort (Entfernung) | Provinz          | Loipenkilometer |
| -------------------------------- | -------------------------------- | ---------------- | --------------- |
| Cerro Catedral                   | Bariloche (19 km)                | Río Negro        | 5               |
| Cerro Otto                       | Bariloche (6 km)                 | Río Negro        | 10              |
| Tierra Mayor                     | Ushuaia (20 km)                  | Tierra del Fuego | 21              |
| Langlaufzentrum Francisco Jerman | Ushuaia (21 km)                  | Tierra del Fuego | 16              |
| Haruwen                          | Ushuaia (36 km)                  | Tierra del Fuego | 4               |
| Caviahue                         | Caviahue-Copahue                 | Neuquén          | 4               |
| Valdelén                         | Río Turbio (4 km)                | Santa Cruz       | 4               |